# Peneplain Peak
Peneplain Peak är en bergstopp i Antarktis. Den ligger i Östantarktis. Nya Zeeland gör anspråk på området. Toppen på Peneplain Peak är 2 650 meter över havet, eller 301 meter över den omgivande terrängen. Bredden vid basen är 1,5 km.
Terrängen runt Peneplain Peak är kuperad åt sydväst, men åt nordost är den bergig. Trakten är obefolkad. Det finns inga samhällen i närheten.